# Гуви, Луи Теодор
Луи́ Теодо́р Гуви́ (фр. Louis Théodore Gouvy; 3 июля 1819 года, Гоффонтен, ныне в составе Саарбрюккена — 21 апреля 1898 года, Лейпциг) — немецко-французский композитор-романтик.

## Биография
Родился в семье промышленников: прадед композитора, бельгийский предприниматель Пьер Жозеф Гуви (1715—1768), основал недалеко от Саарбрюккена металлургический завод. После смерти отца (1829) мать с четырьмя детьми, из которых Луи Теодор был младшим, перебралась к родственникам в Мец. Родные места Гуви в 1815 году по Парижскому мирному договору были переданы от Франции к Пруссии, в результате чего композитор изначально имел прусское гражданство (в отличие от отца, матери и старших братьев). В 1836—1839 гг. он изучал право в Парижском университете, одновременно начал профессионально учиться игре на фортепиано у Эдуара Биллара (ученика Анри Герца), однако отсутствие французского гражданства не позволяло ему ни получить полноценное юридическое образование, ни поступить в консерваторию, поэтому в итоге он сосредоточился на музыке, которой обучался частным образом, благо что семейные доходы позволяли ему оплачивать уроки и вообще не зависеть от финансового успеха своих сочинений. После уроков Биллара Гуви в 1841 году продолжил занятия фортепиано под руководством Пьера Циммермана, но остался не удовлетворён ни качеством преподавания, ни приёмом, который ему оказывался в известном музыкальном салоне Циммермана. Напротив, занятия в 1839—1841 гг. сперва гармонией и контрапунктом, а затем композицией у Антуана Эльвара оказались вполне плодотворными, а учитель в дальнейшем поддерживал ученика и в 1874 году опубликовал о его творчестве похвальную статью. К 1841 году относятся два фортепианных этюда, которые сам Гуви обозначил как свой Op. 1. Затем композитор провёл некоторое время в Германии, а в 1844 году побывал в Риме, где сблизился с интернациональным кругом музыкантов (в том числе с Нильсом Гаде).
Значительную часть жизни композитор проводил у себя на родине в Сааре, а после смерти смерти матери в 1868 году переселился, главным образом, в Омбур-От в Лотарингии, где жил его старший брат и находилось предприятие семейного металлургического бизнеса. По итогам Франко-прусской войны этот регион перешёл под контроль Германии, и это событие совпало с переориентацией Гуви на немецкие музыкальные сцены, где он начиная с 1870-х гг. неоднократно дирижировал своими хоровыми сочинениями. В то же время выступил он и на парижской Всемирной выставке 1889 года. Гуви неожиданно умер во время очередной гастрольной поездки, его тело было перевезено в Омбур-От и там похоронено.

## Творчество
Первая симфония Гуви Op. 9 прозвучала в Париже в 1847 году, вызвав восторженный отзыв критика Леона Крейцера. В 1851 году Гектор Берлиоз писал в Journal des débats:
Я нашёл очень красивой, в самом серьёзном смысле этого слова, симфонию Теодора Гуви. Потребовалось бы больше места, чем у меня здесь есть, чтобы хотя бы наполовину отдать должное этому замечательному произведению, адажио которого, задуманное в новой форме и согласно грандиозному замыслу, вызвало у меня столько же удивления, сколько и восхищения.
За первой симфонией последовало ещё несколько, ряд оркестровых увертюр и множество камерных произведений: десять струнных квартетов, пять струнных квинтетов, пять фортепианных трио, ансамбли для духовых инструментов и т. д., фортепианная и вокальная музыка. В 1862 году Гуви начал работать над оперой «Сид» по одноимённой трагедии Пьера Корнеля, но не сумел заинтересовать ею французские театры. «Сид» был принят к постановке Дрезденской оперой, заглавную партию должен был петь Людвиг Шнорр фон Карольсфельд, потребовавший от композитора ряда переделок, из-за которых Гуви долгое время провёл в Дрездене. Премьера была намечена на 1865 год, однако 29-летний певец внезапно умер, после чего опера была снята с постановки и увидела сцену только в 2011 году — по мнению современного критика, для середины 1860-х солидный академизм оперного языка Гуви был уже вчерашним днём.
Вторая половина творческого пути Гуви прошла под знаком преобладания хоровых произведений, начиная с Реквиема (1874) и Stabat mater (1875). В то же время Гуви много писал для фортепиано в четыре руки, отчасти для нужд домашнего музицирования в Омбур-От со своими родственниками. Вместе с тем к своим прежним основным жанрам, оркестровым и камерным, композитор продолжал обращаться: так, Шестая симфония была завершена в 1892 году и впервые прозвучала годом позже в исполнении Оркестра Гевандхауса под управлением Карла Райнеке.
Музыкальный стиль Гуви сложился под влиянием Феликса Мендельсона.

## Память
В 1995 году в городке Омбур-От был основан Институт Теодора Гуви, базирующийся на бывшей семейной вилле и занимающийся пропагандой творчества композитора.